# Patagonische klauwiertiran
De Patagonische klauwiertiran (Agriornis murinus) is een zangvogel uit de familie Tyrannidae (tirannen).

## Verspreiding en leefgebied
Deze soort broedt in centraal en zuidelijk Argentinië en overwintert noordelijk tot Paraguay en Bolivia.

## Status
De grootte van de populatie is niet gekwantificeerd maar de soort wordt omschreven als vrij algemeen. Op de Rode lijst van de IUCN heeft deze soort de status niet bedreigd.